# Pobłocie Wielkie
Pobłocie Wielkie (niem. Groß Pobloth) – wieś sołecka w Polsce położona w województwie zachodniopomorskim, w powiecie białogardzkim, w gminie Karlino. W latach 1975–1998 wieś należała do województwa koszalińskiego. W roku 2007 wieś liczyła 279 mieszkańców, jest jedną z większych w gminie.

## Geografia
Wieś leży ok. 7,5 km na zachód od Karlina, między Karlinem a Gościnem, przy trasie byłej linii wąskotorowej Gościno - Karlino. Ok. 1,5 km na północ od wsi znajduje się najwyższy punkt gminy (51 m n.p.m.).

## Historia
Miejscowość wymieniana była w dokumentach jako Publut już w XVI wieku. Była ona wówczas lennem rodu von Damitz. W XVII wieku była w posiadaniu rodziny Blankenburg. W 1781 r. odkupił Pobłocie Wielkie Christian Ludwig von Kentiz. Później majątek często przechodził w posiadanie różnych rodów; m.in. właścicielami jego byli von Kameke, Scheunemann, Bohn, a ostatnim właścicielem przed II wojną światową był Fritz Weske, w którego majątku podczas II wojny światowej niewolniczo pracowali Polacy deportowani z części województwa krakowskiego włączonej do III Rzeszy, a także jeńcy sowieccy. 
We wsi był przystanek kolei wąskotorowej Pobłocie Wielkie.

## Zabytki
Do wojewódzkiego rejestru zabytków wpisany jest:
- park dworski[4] założony około 1770 roku, przekształcony pod koniec XIX wieku, założony w stylu krajobrazowym na pow. 2,7 ha, tworzy tło dla budynku dworu i jest elementem krajobrazu wsi. Położenie wsi na terenie równinnym powoduje, że jest dobrze widoczny. Stanowi grupę zieleni wysokiej z drzewostanem mieszanym, m.in. aleją grabową, dębami, daglezjami zielonymi, klonami, bezpośrednio sąsiaduje z łąkami. Ma typowy układ o jednej symetrycznej osi wzdłuż drogi wjazdowej do gospodarstwa.

inne zabytki:
- Dwór w Pobłociu Wielkim z pierwszej połowy XIX wieku, przebudowany w XX wieku w stylu neoklasycystycznym, z mieszkalnym poddaszem w części ryzalitu środkowego. Budynek parterowy, elewacja frontowej 13-osiowa, z centralnym pięcioosiowym, piętrowym ryzalitem. Dwór został założony na rzucie wydłużonego prostokątna (w kierunku północ-południe). Budynek dwutraktowy, bez wewnętrznego korytarza, z centralną trzyosiową sienią pomieszczoną w trakcie pierwszym części ryzalitowej. W sieni znajduje się klatka schodowa prowadząca na użytkowe piętro oraz poddasze. Budynek podpiwniczony w krańcu południowym, z wejściem do piwnicy w elewacji południowej. W obu elewacjach bocznych znajdują się wejścia do budynku, (umożliwiają dzięki temu swobodną komunikację z lokalami mieszkalnymi). Układ wnętrz parteru jest układem wtórnym, z wyjątkiem jego dwutraktowości. Powstał on po adaptacji dworu na dom wielorodzinny. W trakcie adaptacji dawny salon podzielono na mniejsze pomieszczenia. W elewacjach brak jest dawnego detalu architektonicznego jak profilowane opaski okienne i drzwiowe, balkon, boniowania, które (opierając się na analogiach) musiały tu również istnieć. W elewacji ogrodowej zamurowane zostały drzwi (zamieniono je na okno). Drzwi istniejące pierwotnie na osi środkowej ryzalitu umożliwiały bezpośrednie wyjście do ogrodu. W elewacjach dworu brak jest detalu stylowego z wyjątkiem trójkątnych tympanonów nad ryzalitami i płaskich pilastrów na tympanonie frontowym. W osiach środkowych obu tympanonów znajdują się okulusy. Okulus na tympanonie frontowym otoczony jest wieńcem wykonanym w stiuku. We wnętrzach również brak jest zabytkowego detalu. Istniejące niegdyś we dworze kominki zostały rozebrane w czasie remontu. Po wojnie we dworze stacjonowały wojska radzieckie, następnie dwór spełniał funkcje biurowo-mieszkalne, a obecnie jest w rękach prywatnych. Kubatura obiektu wynosi 2440 m3, pow. użytkowa 420 m2.

## Gospodarka
W Pobłociu Wielkim znajduje się producent pasz i koncentratów paszowych - firma HaGe Polska Sp. z o.o.

## Kultura i sport
We wsi znajduje się boisko sportowe oraz świetlica wiejska.
Klub sportowy w miejscowości to "Płomień" Pobłocie Wielkie.

## Komunikacja
W Pobłociu Wielkim znajduje się przystanek komunikacji autobusowej.